# Le Temps (quotidien tunisien)
Pour les articles homonymes, voir Le Temps et Temps (homonymie).
Le Temps (arabe : لوطون) est un quotidien tunisien en langue française qui paraît à Tunis depuis le 1er juin 1975.
Il est fondé par Habib Cheikhrouhou qui lance également le quotidien arabophone Assabah.
Deuxième quotidien de langue française du pays, Le Temps se définit comme un « quotidien indépendant ».
Le 17 août 2012, le quotidien publie un encart blanc, barré du mot « éditorial » sur sa une, pour protester contre la nomination par le gouvernement d'un nouveau directeur général à la tête du groupe auquel il appartient.